# Plastician
Крис Рид (англ. Chris Reed; Кройдон, Лондон, Англия), более известный под именами The Plastician и Plasticman — британский диджей и продюсер, специализирующийся на грайме и дабстепе.

## Биография
Крис Рид начал свою карьеру в 16 лет под именем Plasticman как диджей, играющий гэридж. Его сеты можно было услышать на таких пиратских радиостанциях Лондона, как 2G FM и Delight FM, а позднее и в прайм-тайме знаменитейшей Rinse FM.
В 18 лет он начал писать свою собственную музыку, балансируя между граймом и дабстепом. В 2002 году треки Hard Graft и Pump Up the Jam с его первых релизов лидировали в гэридж-чартах BBC 1Xtra.
В 20 лет Plasticman запускает свой собственный лейбл Terrorhythm, являясь уже одним из ключевых продюсеров на грайм-сцене.
В 2004 году Plasticman с Mark One и Slaughter Mob отправляются в тур по США в поддержку их совместного альбома «Grime», вышедшего на Rephlex.
К 2006 году Крис был вынужден сменить своё сценическое имя, во избежание путаницы с техно-диджеем Ричи Хотином, тоже известным под именем Plastikman (через «k»). Сегодня уже под именем Plastician Крис Рид является резидентом легендарных клубных ночей Forward>> и ведущим первого шоу о грайме и дабстепе на волнах национальной британской радиостанции BBC Radio 1.
В июне 2007 года на лейбле Terrorhythm ожидается выход дебютного полноценного альбома артиста под названием «Beg to Differ».

## Избранная дискография
- Grime — Mark One/Plasticman/Slaughter Mob (7 июня 2004, Rephlex)
- Beg to Differ — The Plastician (18 июня, 2007, Terrorhythm)